# Dirk Gebhardt

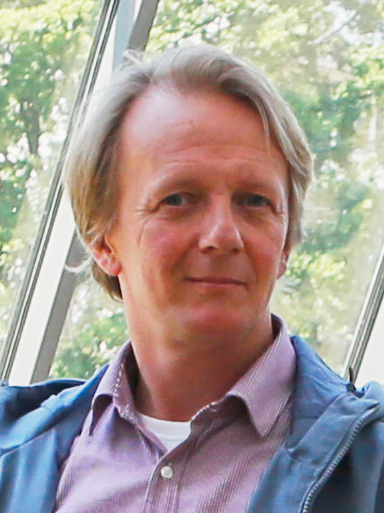
Dirk Gebhardt (2019)

Dirk Gebhardt (* 1969 in Köln) ist ein deutscher Fotograf, Journalist und Hochschullehrer.

## Leben
Gebhardt wuchs in seiner Geburtsstadt Köln auf. Von 1993 bis 1995 studierte er zunächst Grafikdesign an der Gerrit Rietveld Academie in Amsterdam und wechselte nach seinem Abschluss an den Fachbereich Design der Fachhochschule Dortmund, wo er von 1995 bis 2001 Fotografie mit dem Schwerpunkt Reportage bei Adolf Clemens studierte. Für seine Diplomarbeit Rio Santos 9 Places erhielt er 2002 den Otto-Steinert-Preis der Deutschen Gesellschaft für Photographie. Die ursprünglich als interaktive CD-ROM konzipierte Arbeit entstand von Januar 2000 bis Februar 2001 entlang der 450 Kilometer langen Küstenstraße von Rio de Janeiro nach Sao Paulo und porträtiert den Alltag der dort lebenden Menschen an neun ausgewählten Orten.
Seit 1999 ist Gebhardt als freiberuflicher Fotograf für internationale Zeitungen und Magazine tätig, unter anderem für La Repubblica, den Stern, den Spiegel, das Time Magazine, Die Zeit, die Sunday Times, die Frankfurter Rundschau, Die Welt und El País. Auch verwirklichte er über die Jahre verschiedene Projekte für den gemeinnützigen Deutschen Entwicklungsdienst und das Kinderhilfswerk Unicef, so zum Beispiel die Arbeiten 15 years after genocide: Ruanda und Park of Desires, für die er für den Unicef Photo of the Year-Award nominiert wurde. Von 2003 bis 2009 war er Mitglied der Fotografenagentur Visum.
Seit 2007 ist Gebhardt Lehrbeauftragter, seit 2011 Professor für Bildjournalismus und Dokumentarfotografie an der Fachhochschule Dortmund als Nachfolger von Adolf Clemens. Seit 2021 ist Gebhardt zusätzlich Dekan des Fachbereichs Design.
Er ist Mitglied der Bild- und Fotografenagentur laif, der Fotografenvereinigung Freelens und der Deutschen Gesellschaft für Photographie (DGPh).
Gebhardt ist verheiratet und hat zwei Kinder. Er lebt und arbeitet in Köln.

## Werk
Gebhardts Arbeitsschwerpunkt bilden internationale und nationale Langzeitreportagen, die stets einen regionalen Bezug aufweisen. Seine Sujets sind vom kulturellen Alltag der Menschen geprägt, die er auf seinen Reisen z. B. nach Südamerika, Afrika oder Osteuropa trifft. Darüber hinaus sind vor allem diejenigen Themen für ihn von Interesse, die nur wenig Beachtung im medialen Kontext erhalten, beispielsweise die Lebensbedingungen in der brasilianischen Trockenwüste Sertão, auf die er 2010 in seinem Fotoessay Waiting for Rain - The Drought in North East Brazil aufmerksam machte. Da Gebhardt keinen Führerschein besitzt, ist er auf seinen Reisen auf öffentliche Verkehrsmittel angewiesen.
Seine Porträts, Reise- und Sozialreportagen wurden vielfach ausgezeichnet. Neben Ausstellungen in Deutschland wurden seine Arbeiten in Spanien, Frankreich, Bulgarien, den USA und den Niederlanden ausgestellt. Viel Beachtung erhielt auch seine Sozialreportage Quer durch Deutschland. Im 25. Jahr der deutschen Wiedervereinigung wanderte Gebhardt vom westlichsten zum östlichsten Punkt Deutschlands. Auf seiner Reise von Isenbruch nach Neißeaue porträtierte er das Alltagsleben der an der Route entlang lebenden Menschen. Begleitet wurde er vom Reisereporter Jörg-Christian Schillmöller, mit dem er bereits im Iran zusammen gearbeitet hatte. Schillmöller berichtete regelmäßig über das Projekt für den Deutschlandfunk. Auf einer Lesereise kehrte Gebhardt an die Etappen seiner 780 Kilometer langen Wanderung zurück.

## Bücher (Auswahl)
- 2017: Dirk Gebhardt: Quer durch Deutschland. Nimbus Verlag. ISBN 978-3-03850-034-6
- 2016: Dirk Gebhardt: Cuba – 90 años Fidel. Un recuerdo de cuba. Slanted Publishers. ISBN 978-3-9818296-1-7
- 2014: Dirk Gebhardt, Theodor Barth et al.: elf uhr elf. Kettler-Verlag. ISBN 978-3862063376
- 2013: Dirk Gebhardt: Unter freiem Himmel / Outdoors. Nimbus Verlag. ISBN 978-3-907142-90-5
- 2009: Dirk Gebhardt, Axel Thünker, Stefan Worring, Wolfgang Zurborn: Mitten im Westen. Kiepenheuer & Witsch. ISBN 978-3-46203-819-4
- 2003: Dirk Gebhardt et al.: Lebensarten. Edition Körber-Stiftung, Hamburg. ISBN 978-3-89684-340-1
- 1998: Dirk Gebhardt (Fotografien und Grafik-Design): Boo Chang Kang, Fotografien 1964-96. Matices Editionen
- 1997: Dirk Gebhardt (Fotografien und Grafik-Design): Santiago de Cuba, zwischen Tradition und Moderne. Kulturhaus Lateinamerika (Hrsg.)